# Антисексуализм
Антисексуальность, или антисексуализм, — это противодействие или враждебное отношение к сексуальному поведению и сексуальности.
Людей, так или иначе поддерживающих антисексуальность или являющихся её пропагандистами, можно называть и характеризовать словом «антисексуал». Однако следует заметить, что термин «антисексуализм» редко используется самими антисексуалами. Чаще встречается употребление слов «антисексуал» и «антисекс».

## Терминология
Другие термины, значения которых пересекаются или являются синонимами или взаимозаменяемыми с термином «антисексуализм», включают «секс-негативизм», «антисексуальность», «демонизацию секса». В более широком смысле это может относиться к общему неприятию сексуальности, особенно к стремлению уменьшить или устранить половое влечение или сексуальную активность, или к силе в обществе, которая подавляет сексуальную свободу и распространяет антисексуальные взгляды.

## Общая характеристика
Во времена, исторически предшествовавшие Новому времени, антисексуальность находила выражение в религиозных формах, но на современном этапе он, как правило, встречается в виде вполне светского проявления воли, направленной на реформирование общества. Большинство антисексуальных людей убеждены в том, что сексуальность — разновидность зависимости (наподобие алкогольной, наркотической и т. п.), приводящая к отрицательным последствиям как на физическом, так и социальном уровне; приводящая к разрывам человеческих отношений, вынуждающая людей прибегать ко лжи и обману для достижения сексуального удовлетворения и связанных с ним удовольствий. Антисексуал, отказывающийся от сексуальной жизни, считается воздерживающимся от секса из неких соображений, но не обязательно характеризуется асексуальностью. Некоторые антисексуалы убеждены, что сексуальность является причиной многих мировых проблем.

## Основания для антисексуальности как убеждения
Движение антисексуалов — это движение, в рамках которого люди объединяются в группы с целью взаимной поддержки, обсуждения вопросов антисексуальности и способствования ему как образу жизни. Следует ещё раз заметить: антисексуалы не обязательно должны быть асексуалами, основания их антисексуальности происходят из рациональной аргументации или морали, которых они придерживаются.

Социологи отмечают, что большая часть антисексуалов — студенты и молодые клерки. Почему же от секса отказываются именно образованные люди — цвет и будущее нации? — Секс задушат в зародыше // Мегаполис-Новости : Еженедельная газета  / Игорь Дудинский. — М.: ООО ОИД «Медиа-Пресса», 26 апреля 2005. — № 17 (422). — С. 4.
Вот примеры утверждений, которые приводят некоторые антисексуалы:
- Сексуальность (сексуальные проявления) усложняет взаимоотношения (например, когда люди начинают проявлять враждебность друг к другу только потому, что их сексуально привлекает один и тот же человек).
- Секс может препятствовать духовному развитию личности.
- Сексуальные желания заставляют людей ставить примитивный инстинкт на более приоритетную позицию, чем интеллект (всего один пример: по всему миру люди продолжают беспорядочные и опасные половые контакты со случайными партнёрами, несмотря на то, что сами знают об опасности ЗППП).
- Сексуальность проявляется и утверждается в человеческом сознании тем, что в мозгу выделяются нейрохимические вещества, сравнимые по воздействию с наркотическими веществами, вызывающими зависимость.
- Сексуальное восприятие часто приводит к конфликтам и нетерпимости среди групп с различными сексуальными предпочтениями (например, гомофобия).
- Сексуальные желания могут на самом деле представлять собой ложные установки, на подсознательном уровне навязываемые индивидууму обществом, как истинные, вследствие чего человек чувствует необходимость соотносить свою сексуальность с идеологическими и институциональными сексуальными установками, принятыми в обществе.
- Сексуальность как таковая не имеет смысла, потому что она излишне усложнена для своих функций: разнообразие ориентаций, причуд, фетишей и в особенности отклонений, признаваемых деструктивными (как, например, садизм, педофилия, опасный секс), создают впечатление о человеческой сексуальности, как слишком запутанной для практических целей.
- Сексуальность провоцирует неадекватное (враждебное) восприятие тех людей, которые не выглядят сексуально привлекательными.

Кроме того, можно отметить следующее:
- Некоторые антисексуалы не делают различий между добровольным и вынужденным половым контактом, считая секс средством подавления личности и способом психологических манипуляций, игрой на слабостях психики полового партнёра.
- Некоторые антисексуалы усматривают связь между ничем не сдерживаемым репродуктивным поведением, истощением ресурсов и ухудшением состояния окружающей среды, то есть в том или ином смысле выступают против увеличения численности населения Земли.
- Некоторые антисексуалы высказывают точку зрения, что материнство как идеологический конструкт используется в качестве средства для подавления и подчинения женщины. Этот аргумент используется также сторонниками безбрачия, а для ряда антисексуалов является одним из оснований для разделения убеждений чайлдфри.

Лидер российских антисексуалов Юрий Нестеренко на вопрос корреспондента газеты о причинах неприятия секса ответил, что рассматривает половое влечение как аддиктивное расстройство:

Секс — наркомания, протекающая по классическому сценарию, с привыканием, ломками и неконтролируемыми поступками. Отличие любителей секса от наркоманов только в том, что у первых наркотик вырабатывается самим организмом. Ещё Гиппократ называл любовь безумием. … У человека разумного истинным смыслом жизни должно быть творчество, познание и самосовершенствование. — Занятия любовью разрушают личность // Мегаполис-Новости : Еженедельная газета  / Главный редактор Игорь Дудинский. — М.: ООО ОИД «Медиа-Пресса», 26 апреля 2005. — № 17 (422). — С. 4.

## Антисексуальное движение в России
Пожалуй, самым известным российским антисексуалом является Юрий Нестеренко, основавший в 1995 году эхоконференцию RU.ANTISEX в сети Фидонет, где начало формироваться антисексуальное интернет-сообщество и велись тематические дискуссии; а также составивший FAQ эхоконференции.
В 1999 году был создан сайт «Antisexual Stronghold» (русская и английская версии), его гостевая книга также стала местом общения антисексуалов.
Впоследствии это название перенял ныне действующий сайт  Antisex.info, и, начиная с 2006 года, его форум является основным местом общения русскоязычных антисексуалов.
Движение антисексуалов занесено в Россию из США, где вовсю открываются центры для лечения людей от сексуальной зависимости; целомудренные же браки получили широкое распространение в Японии. И всё же именно российские антисексуалы объявили о создании Международного Антисексуального Движения (International Antisexual Movement, IAM), однако оно всё еще находится на стадии зарождения и не представляет собой единой силы. Более того, активное объединение антисексуалов затруднено тем мировоззренческим моментом, что само это объединение во многом строится на отрицании. С другой стороны, сексуальность человека не является чем-то настолько единым и конкретным, чтобы этому можно было организованно противостоять.

## В массовой культуре
- Секс едко высмеивается в некоторых произведениях Станислава Лема («Осмотр на месте», «Футурологический конгресс», «Sexplosion» и др.)
- Антисексуалы и асексуальные цивилизации часто фигурируют в произведениях Юрия Нестеренко, одного из активистов IAM («Крылья», «Рильме гфурку», «Время меча», «Пилот с Границы» и др.).
- Произведение «Ревнивый Бог» (1964) Джона Брейна является хорошим примером рассмотрения полового акта как греха.
- Антисексуальные идеи лежат в основе повестей Л. Н. Толстого «Крейцерова соната» и «Дьявол».
- В романе «1984» Джорджа Оруэлла антисексуальности уделено много внимания.